# Demonax celebensis
Demonax celebensis är en skalbaggsart som beskrevs av Aurivillius 1922. Demonax celebensis ingår i släktet Demonax och familjen långhorningar.
Artens utbredningsområde är Sulawesi. Inga underarter finns listade i Catalogue of Life.